# Wilhelm Foerster

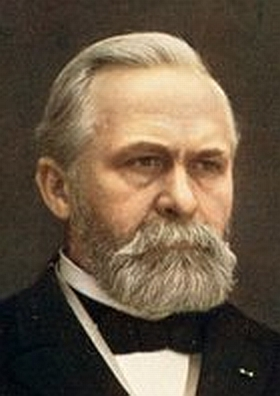
Wilhelm Foerster, um 1905

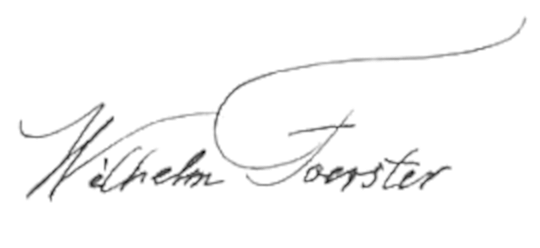
Unterschrift von Wilhelm Foerster

Wilhelm Julius Foerster (* 16. Dezember 1832 in Grünberg in Schlesien; † 18. Januar 1921 in Bornim) war ein deutscher Astronom, Wissenschaftsorganisator, Wissenschaftspublizist und Pazifist. Er war von 1865 bis 1903 Direktor der Berliner Sternwarte und lehrte von 1858 bis 1920 an der Berliner Universität.

## Bedeutung
Auf seine Initiative entstanden das Astrophysikalische Observatorium und später der Einsteinturm in Potsdam, das Astronomische Recheninstitut und das Königlich Preußische Geodätische Institut in Berlin. Er war wesentlich beteiligt an der Einrichtung des Internationalen Breitendienstes, der Einführung des metrischen Systems und eines europäischen Mess- und Eichwesens. Er war ab 1869 Mitglied und von 1891 bis 1920 Vorsitzender des internationalen Maß- und Gewichtskomitees (CIPM). Ab 1870 war er Direktor der Normal-Eichungs-Kommission, der obersten Eichbehörde des Norddeutschen Bundes bzw. ab 1871 des Deutschen Reichs. Er war Mitbegründer der Physikalisch-Technischen Reichsanstalt, der Astronomischen Gesellschaft und der Urania (Berlin).

## Leben und Wirken

### Familie
Foerster war der zweite Sohn des Tuchfabrikanten Friedrich Foerster und dessen Ehefrau Hulda Foerster, geborene Seydel. Seit 1868 war er mit Ina Foerster (1848–1908), der jüngsten Tochter des Geodäten Friedrich Paschen, verheiratet. Sie hatten drei Söhne und zwei Töchter. Ihr erster Sohn war der Philosoph und Pazifist Friedrich Wilhelm Foerster (1869–1966), ein Gegner des Nationalsozialismus. Der zweite Sohn war der Staudenzüchter und Naturphilosoph Karl Foerster (1874–1970). Der dritte Sohn, Ernst Foerster (1876–1955), war Schiffskonstrukteur bei Blohm & Voss, Chef des Schiffswesens der Hamburg-Amerika-Linie sowie Herausgeber der Zeitschrift Werft, Reederei, Hafen.
Von Friedrich Wilhelm und Karl Foerster sind Erinnerungen an ihr Elternhaus überliefert.

### Ausbildung und Militärdienst
Wilhelm Foerster besuchte ab 1847 das Maria-Magdalenen-Gymnasium in Breslau. 1850 bis 1852 begann er das Studium der Astronomie an der Friedrich-Wilhelms-Universität zu Berlin bei Johann Franz Encke. 1852 bis 1854 studierte er an der Rheinischen Friedrich-Wilhelms-Universität Bonn bei Friedrich Wilhelm August Argelander Mathematik, Physik, Kunstgeschichte und später Astronomie. 1854 wurde er zum Dr. phil. promoviert. Nach dem Studium diente er als Einjährig-Freiwilliger. Den Dienst kommentierte es später so:

„Das militärische Wesen und der militärische Geist werden jetzt von manchen Seiten mehr als jemals überschätzt. Als eine Institution des blutigen Völkerkampfes werden und müssen diese Einrichtungen in der Kulturwelt verschwinden.“

### Friedrich-Wilhelm-Universität zu Berlin
Im Jahre 1858 habilitierte sich Foerster an der Berliner Universität, wurde 1863 zum außerordentlichen Professor für Astronomie und 1875 zum ordentlichen Professor. Dort blieb er bis 1920, insgesamt 62 Jahre. Zu seinen Doktoranden zählten unter anderem Paul Kempf, Hans Battermann, Alfred Wegener, Karl Friedrich Küstner, Georg von Struve, Ernst Becker, Karl Wilhelm Valentiner und Viktor Knorre.
1891/92 wurde er Rektor der Universität. Seine Rektoratsrede befasste sich mit dem Thema „Über die Stellung der Astronomie innerhalb der Naturwissenschaften und zu den Geisteswissenschaften im Universitäts-Unterricht“. Als Rektor engagierte sich Foerster für die studentische Selbstverwaltung und das Zurückdrängen des Einflusses der korporierten Studenten. Jahre später (1910) schaute er in einer Rede vor der Finkenschaft, einem Zusammenschluss nichtkorporierter Studenten zurück auf dieses Bemühen:

„Als vor acht Jahren an der Berliner Universität der Versuch gemacht wurde, der Organisation einer umfassenderen Vertretung der Studentenschaft und einer Art von Selbstverwaltung gemeinsamer studentischer Angelegenheiten näher zu treten, scheiterte der Versuch an der außerordentlichen Leidenschaftlichkeit, mit welcher damals entgegengesetzte politisch-soziale Parteirichtungen in der Studentenschaft ihre Stellung dazu nahmen.“

### Tätigkeit an der Berliner Sternwarte
Von 1855 an arbeitete Foerster als zweiter Assistent und seit 1860 als erster Assistent von Johann Franz Encke, dem Direktor der Berliner Sternwarte, dessen Stellvertretung er seit 1858 wahrnahm und dem er nach seinem Tod 1865 im Amte nachfolgte.
Eine seiner ersten Aufgaben als Leiter der Sternwarte war die Erneuerung und Modernisierung des Instrumentariums. So wurde der Fraunhofer-Refraktor, mit dem Johann Gottfried Galle im Jahre 1846 den Planeten Neptun entdeckt hatte, überarbeitet und ein 7″-Meridiankreis in Auftrag gegeben und aufgestellt. Zu seinen weiteren Aufgaben gehörte die Organisation des Zeitdienstes, die genaue Gradmessung (Längen- und Breitengrade) und die Überwachung des Erdmagnetismus. Foerster ließ die Uhr der Sternwarte mit elektrischen Kontakten versehen und sandte mittels Kabel genaue Zeitsignale zur Berliner Zentraltelegrafenstation.
Er hatte bei zwei Aufenthalten in England 1851 und 1859 das System der elektrischen Zeitübertragung von Jones Pate kennen gelernt. Das nutzte er für die sekundengenaue Anzeige auf den Berliner Normaluhren. Alle zwei Sekunden erhielten die Pendel der öffentlichen Uhren von der Präzisionsuhr in der Sternwarte einen elektrischen Impuls.
Das Bemühen um Genauigkeit und Finanzierung der Normaluhren beschäftigte ihn aber weiter. 1883 regte er die Aufstellung weiterer Normaluhren und die Gründung einer Centralen Uhren-Gesellschaft an, ein Jahr später die Aufstellung gemeinnütziger URANIA-Säulen, „kleine Uhrentürme mit Anzeige für Wettervorhersagen und den Mondstand sowie lehrreiche Informationen über Astronomie, Meteorologie, Hydrologie und Geologie“, ganz im Sinne seiner populärwissenschaftlichen Bestrebungen. „Zusätzlich boten die Säulen Platz für den Fahrplan der Eisenbahn oder Hinweise auf den Weg zur nächsten Feuermeldestelle, Post oder ‚Sanitätswache‘.“ Mit ihrer Aufstellung wurde 1891 begonnen.
Schließlich war es die Normal-Zeit GmbH (später Telefonbau und Normalzeit bzw. Telenorma), die für die öffentlichen Uhren in Berlin zuständig war und deren Zentrale über eine direkte Kabelverbindung zur Königlichen Sternwarte verfügte, womit Foerster „sichergestellt“ hatte, „dass die öffentlichen Uhren auch nach seinem Ausscheiden als Direktor der Königlichen Sternwarte dem Ideal höchster Genauigkeit verpflichtet blieben“.
Zusammen mit Otto Lesser entdeckte er 1860 den Asteroiden (62) Erato. Wilhelm Foerster hatte entscheidenden Anteil an der Erforschung der Leuchtenden Nachtwolken, die ab 1885 beobachtet wurden. Sein Mitarbeiter Otto Jesse studierte sie über mehrere Jahre. 1890 wurde Friedrich Simon Archenhold Mitarbeiter der Sternwarte und errichtete im Auftrag von Foerster am Halensee im Grunewald eine fotografische Außenstelle für Aufnahmen von kosmischen Nebeln.
Bis 1889 gehörte die Königliche Sternwarte zur Preußischen Akademie der Wissenschaften, wurde dann aber der Friedrich-Wilhelm-Universität angeschlossen, die die Sternwarte schon seit ihrer Gründung mit nutzte.
Zum 1. Oktober 1903 gab Förster sein Amt als Direktor der Berliner Sternwarte auf, die übrigen öffentlichen Ämter übte er jedoch weiterhin aus.

### Wissenschaftsorganisatorische Initiativen
Foerster veröffentlichte 1871 eine Denkschrift zur Errichtung eines Observatoriums zur Beobachtung der Sonne. Dies gab den Anstoß zur Gründung des Astrophysikalischen Observatoriums und später zur Errichtung des Einsteinturmes in Potsdam. 1874 gründete er das Astronomische Recheninstitut, das u. a. die Bahnen einer Vielzahl von Asteroiden berechnete.
Gemeinsam mit Johann Jacob Baeyer reichte Foerster eine Denkschrift „Promemoria betreffend die Organisation eines Instituts für höhere Meßkunde“ am 16. März 1867 beim Preußischen Kultusministerium ein; dies führte 1870 zur Gründung des Königlich Preußischen Geodätischen Instituts in Berlin. 1899 gründete er mit Carl Theodor Albrecht und Friedrich Robert Helmert den Internationalen Breitendienst. Er war Mitglied und einflussreiche Persönlichkeit der Permanenten Kommission der „Internationalen Erdmessung“.

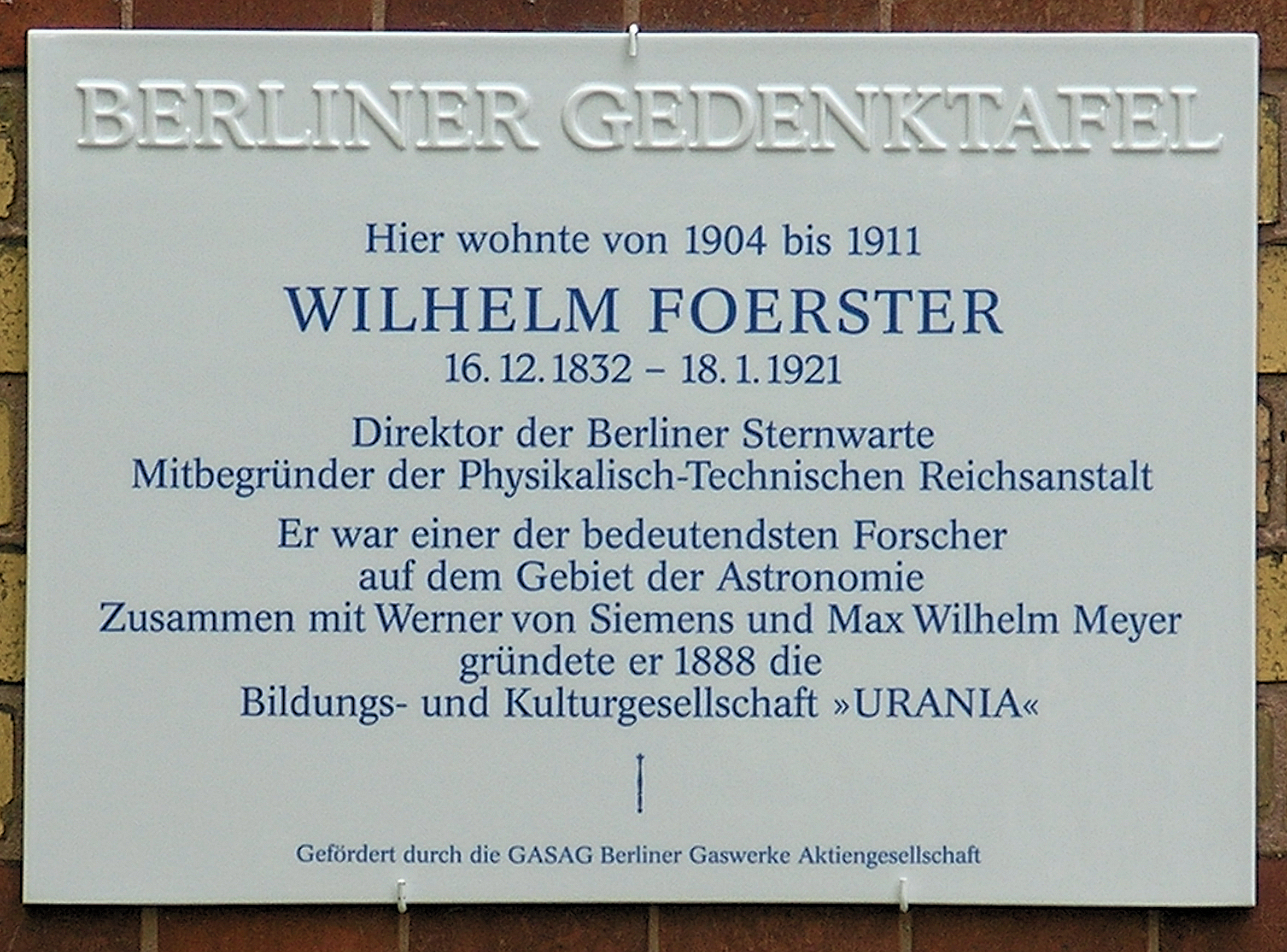
Berliner Gedenktafel am Haus Ahornallee 32, in Berlin-Westend

Foerster wurde 1870 zum Direktor der Normal-Eichungs-Kommission, der obersten Eichbehörde des Norddeutschen Bundes bzw. 1871 des Deutschen Reichs, ernannt. 1872 wurde er als einer der Vertreter Deutschlands in das internationale Komitee zur weltweit einheitlichen Einführung des metrischen Systems entsandt, aus dem die Meterkonvention 1875 hervorging. Die Verhandlungen der Meterkonvention bewahrte er dank seines Verhandlungsgeschicks vor dem Scheitern. Von 1891 bis 1920 war er Präsident des Internationalen Komitees für Maße und Gewichte.
Die Durchführung der Venus-Expeditionen 1874 und 1882 waren zu einem beachtlichen Teil ihm zu verdanken.
Foerster war Mitbegründer der Astronomischen Gesellschaft, der Astronomischen Zentralstelle, der Vierteljahrsschrift der Astronomischen Gesellschaft, des Astronomischen Recheninstitutes und Herausgeber der Berliner Astronomischen Jahrbücher 1867–81.
Foerster strebte auch die Einführung eines Weltkalenders neben den bestehenden Kalendersystemen und eine Neufestlegung des Osterfestes an. Er schrieb dazu: „Das Bedürfnis nach einem allen Völkern, Ländern und Sprachen gemeinsamen „Weltkalender“ ist sicherlich vorhanden auf dem rechnerischen Gebiete der Wissenschaft und des erdumfassenden Geschäftslebens, und hier genügt die Einheitlichkeit der Festsetzung der gemeinsamen Anfangsepochen und Tageszahlen in Verbindung mit Tabellen, welche den Übergang von den Datumsangaben der verschiedenen noch im Gebrauch befindlichen nationalen und religiösen Kalender auf den Weltkalender erleichtern und sichern.“ Der Vatikan erkannte zwar die „Vorteile im bürgerlichen Leben“ von Foersters 1897 unterbreiteten Vorschlag bezüglich der Verlegung des Osterfestes an, lehnte ihn jedoch ab, weil er nicht nur der Tradition entgegenstehe, sondern darüber hinaus die Spaltung zu den Ostkirchen vertiefe.

### Populärwissenschaftliches Engagement

#### Gründung der Berliner Gesellschaft „URANIA“
Es war Alexander von Humboldt (1769–1859), der Foerster zu seinem populärwissenschaftlichen Engagement anregte. Hatte Humboldt doch 1827/28 in der Berliner Singakademie bereits öffentliche Vorträge zu naturwissenschaftlichen Themen gehalten, den Bau der Berliner Sternwarte vorgeschlagen und sie verpflichtet „dass sie allmonatlich an etwa zwei Abenden dem Publikum zur Belehrung und Anregung zu dienen hatte.“
1844 wirkte er entscheidend an der Gründung des Wissenschaftlichen Vereins mit, der jeden Sonnabend in der Singakademie einen populärwissenschaftlichen Vortrag veranstaltete. Foerster wurde durch Humboldt in den Rednerkreis des Vereins eingeführt und stand ihm bis 1880 vor.
Zusammen mit Werner von Siemens (1816–1892) und Max Wilhelm Meyer (1853–1910) gründete Foerster 1888 die astronomische Gesellschaft Urania und wurde ihr Aufsichtsratsvorsitzender. Er engagierte sich mit Vorträgen und mit Beiträgen in der Zeitschrift der Gesellschaft Himmel und Erde. Durch seine gesellschaftliche Position und seine Beziehungen gewann er wichtige Industrielle und Bankiers als Förderer, wobei es auch ein Interesse der Industrie gab, die neuesten technischen Entwicklungen und Produkte populär zu machen. Auf Förster geht auch der Name der neuen Gesellschaft URANIA zurück. Er erreichte den Bau einer modern ausgestatteten Sternwarte mit Kuppel als Hauptteil des neuen URANIA-Gebäudes, in welcher der große Bamberg-Refraktor untergebracht werden konnte.

#### Vereinigung der Freunde der Astronomie und kosmischen Physik
Foerster war Gründer und Vorsitzender der Vereinigung der Freunde der Astronomie und kosmischen Physik, die sich um eine weite Verbreitung astronomischen Wissens bemühte und amateurastronomische Tätigkeiten anregte. Die Vereinigung wurde 1891 gegründet. Foerster gründete 1891 auch das populärwissenschaftliche monatlich erscheinende Magazin Die Himmelswelt, die Zeitschrift der Vereinigung, und gab es bis 1905 heraus. Es erschien bis 1949.

#### Wissenschaftspublizistik
Zur Verbreitung wissenschaftlicher Kenntnisse trug Foerster auch durch seine Veröffentlichungen bei. Vorträge Foersters erschienen sowohl einzeln als auch in mehreren Sammlungen.
Er veröffentlichte darüber hinaus weitere populärwissenschaftliche Werke, eines beispielsweise zum Kalenderwesen. In der Einleitung erklärt er, wie er sich als Fachmann auf das allgemeine Publikum einstellt:

„Das vorliegende Büchlein soll nach der Absicht der Herausgeberschaft kein Lehrbuch der Chronologie, einschließlich der Vergangenheit und der Zukunft ihrer Entwickelung, darstellen. Es soll vielmehr ohne den Apparat vollständiger urkundlicher Nachweise und technischer Erörterungen wesentlich dem Interesse eines allgemein wissenschaftlich gebildeten Publikums, insbesondere aber den Vertretern und Verwaltern staatlicher, sozialer und wirtschaftlicher Interessen auf dem Gebiete der Kalendereinrichtungen zum Verständnis und zur Verständigung dienen. Hierzu bedarf es allerdings auch gewisser astronomischer Betrachtungen und gewisser Rückblicke in die geschichtlichen Entwickelungen der Kultur. Indessen soll es versucht werden, auch hierbei tunlichst Maß zu halten und der Neigung des Fachmannes, als welcher sich der Verfasser in diesen Dingen betrachten darf, nicht allzu sehr im Sinne monographischer Lehrdarstellung nachzugeben.“

### Sozial-ethische und pazifistische Bestrebungen
„Wilhelm Julius Foerster … vertrat einen ethisch begründeten Pazifismus, der ihm schon in der Kindheit vermittelt worden war. Seine geistige und ethische Entwicklung war geprägt von einem der Aufklärung, Humanität und übernationalen Bindungen verpflichteten Deutschland … Kunst, Wissenschaft und Naturerkenntnis waren für Foerster kein Selbstzweck, sondern galten ihm als Beitrag zu sittlicher Vervollkommnung.“
Foerster war 1892 Gründungsmitglied und Vorsitzender der Deutschen Gesellschaft für ethische Kultur (DGfeK, in der Persönlichkeiten wie Ferdinand Tönnies und Albert Einstein ebenfalls Mitglied waren) und im selben Jahr Gründungsmitglied der Deutschen Friedensgesellschaft (DFG), weil er die zu Ende des 19. Jahrhunderts weitverbreiteten Ideen des Nationalismus ablehnte.
Wilhelm Foerster hielt auf der Gründungsversammlung der DGfeK zwei Referate, das erste über „die litterarische und publizistische Bethätigung“ und das zweite über die „Bethätigung gegenüber den Übelständen der gesellschaftlichen und wirtschaftlichen Verhältnisse“: „Mit der Zeit wuchs daraus ein praktisches Programm. Danach erstrebte die ethische Kulturgesellschaft öffentliche Diskussionen über moralische Fragen und wollte sich der Jugenderziehung und der Erwachsenenbildung widmen. Mit literarischen Mitteln unternahm sie eine ethische Propaganda und äußerte sich in der Folgezeit ausführlich zur Freimaurerei, zur Frauenbewegung, zu Friedensbestrebungen, zur Alkoholabstinenz und gegen den Antisemitismus.“
Foerster bekämpfte im Rahmen der DGfeK „das Dreiklassenwahlrecht, den Antisemitismus, gesellschaftliche Missstände wie die Kinderarbeit, das Wohnungselend, die Prügelstrafe an Kindern, Dienstboten und Strafgefangenen. Er trat für das Frauenstimmrecht, Verkürzung der Arbeitszeit bis zum Achtstundentag, Koalitions- und Streikrecht sowie für unschuldig Verurteilte ein.“ Dazu hielt er Vorträge im In- und Ausland und veröffentlichte zahlreiche Artikel in der Zeitschrift der Gesellschaft Ethische Kultur.
Foerster setzte sich für internationale Schiedsgerichtsbarkeit und gegen das Wettrüsten ein. Er strebte gemeinsam mit seinem Sohn Friedrich Wilhelm die Gründung einer internationalen ethischen Akademie an. „Seine Fähigkeit, Gegensätze in diagnostischer Schärfe enthüllen zu können, und seine zwischen den verschiedenen Richtungen der ethischen Bewegung vermittelnde Toleranz machten ihn zu einer überragenden Gestalt der deutschen und internationalen Friedensbewegung.“
Im Oktober 1912 leitete er als Vorsitzender der Berliner DFG-Ortsgruppe den V. Deutschen Friedenskongress in Berlin. Die Grußadresse aus Anlass der Enthüllung der Berliner Gedenktafel für Foerster in der Ahornallee im Jahr 2009 hielt fest:

„Kaum jemand aber weiß noch, dass Wilhelm Julius Foerster als eine von nur 16 Persönlichkeiten den Mut aufbrachte, Berta von Suttners Aufruf zur Pazifistischen Friedensgesellschaft zu unterzeichnen. Wer kennt seinen „Verein zur Abwehr des Antisemitismus“? Wer die von ihm initiierten Fürsorgeprogramme für Volksschüler? Wer weiß um sein Engagement für Volksbibliotheken, – auf die letztlich auch die Berliner Stadtbibliothek zurückgeht?“

Foerster gehörte zu den wenigen deutschen Gelehrten, die schon 1871 die Annexion Elsass-Lothringens durch Deutschland als Quelle künftiger Konflikte ablehnten. Einen Weltkrieg hielt Foerster noch im März 1914 nicht mehr für möglich. Er meinte: „dass wir jetzt mitten in all den Kriegsvorbereitungen erst recht an die Verwirklichung des Beginnens einer gemeinsamen, das bedeutet einer eminent friedlichen Verwaltung der Erde glauben, weil ein Krieg zwischen den großen Kulturvölkern unter den jetzigen Existenz- und Gesittungsbedingungen so nahe an Wahnsinn grenzen würde, dass er kaum begonnen, schon zu Ende sein wird.“ 1914 unterzeichnete er zuerst den nationalistischen Aufruf an die Kulturwelt, kurz darauf jedoch ebenso wie sein Sohn Friedrich Wilhelm den gegenteiligen Aufruf an die Europäer.
Der französische Schriftsteller Romain Rolland rechnete Wilhelm Foerster in seinem Tagebuch der Kriegsjahre zum „Geist des alten, rechtlich denkenden, humanen Deutschlands“. Nach dem Weltkrieg trat Foerster für die deutsch-französische Aussöhnung ein.

### Interlinguistik und Esperanto
Da Foerster an verschiedenen internationalen Bestrebungen mitwirkte, wurde er auch aufmerksam auf die Weltsprachenidee und die sich entwickelnde internationale Esperanto-Sprachgemeinschaft.
Der Esperanto-Begründer Ludwig Zamenhof (1859–1917) erwähnt Foerster bereits 1904 in seinem Beitrag Esperanto: Nova Internacia Lingvo (Esperanto – eine neue internationale Sprache) als eine jener Personen, unter deren Schirmherrschaft eine Esperanto-Zeitschrift herausgegeben wird, die „speziell wissenschaftlichen Angelegenheiten gewidmet ist“.
In dem Beitrag für die Esperanto-Zeitschrift Germana Esperantisto Die Entwicklungsstufen der Gemeinsamkeit der Hilfssprache erläutert Förster 1910, was zu machen sei, „um dem zweifellosen und sicherlich zunehmenden Bedürfnis nach gewissen Ausgleichungen und nach gewissen gemeinsamen Verständigungsmitteln der Menschenwelt im Gebiet des Sprach- und Schriftwesens allmählich Erfüllung zu bereiten, ohne die gesunde und schöpferische Eigenart und Freiheit der verschiedenen Volksseelen irgendwie dadurch einzuschränken.“
Er führt aus:

„Offenbar müsste man anfangen mit den schlichtesten und einfachsten, dabei jedermann einleuchtenden Gemeinsamkeiten der Arbeit und des Verkehrs, also mit dem Zahlenwesen und den Zählungsformen, sodann mit der Zeiteinteilung und der Zeitrechnung und von dort aus in die Terminologie der gewöhnlichsten Technik und der Wissenschaft übergehen, mit denen die nationale Eigenart der Sprache gar nichts zu tun hat, bei denen aber die einheitliche Verständigung große soziale und wirtschaftliche Bedeutung hat.“

Foerster schloss sich wie viele andere Wissenschaftler, unter anderen der Geophysiker Adolf Schmidt (1860–1944) und der Chemiker Wilhelm Ostwald (1853–1932), der 1901 in Paris begründeten Delegation für die Annahme einer internationalen Sprache an und wurde ihr Ehrenvorsitzender. Unter dem Vorsitz Ostwalds tagte 1908 in Paris ein Komitee der Delegation, dem auch Foerster angehörte. Unter Mitwirkung der Linguisten Jan Baudouin de Courtenay (1845–1929), Otto Jespersen (1860–1943) und Hugo Schuchardt (1842–1927) entschied sich das Komitee nach Begutachtung verschiedener Welthilfssprachenprojekte für Esperanto mit einigen Änderungen in Richtung des dem Komitee von Louis de Beaufront (1855–1935) vorgestellten Reform-Esperanto (Ido), dessen Autor, wie spätere Forschungen ergaben, wohl Louis Couturat (1868–1914), einer der Initiatoren der Delegation, war. Da in der Folge Ido durchgesetzt werden sollte, ohne dass man sich mit der Esperanto-Sprachgemeinschaft einigte, legte Förster den Ehrenvorsitz nieder und trat aus dem Komitee aus, „weil“, so schrieb er, „ich in diesem Vorgehen jede soziale Weisheit vermisse“.
Foerster setzte sich öffentlich für die Einführung eines internationalen Zählsystems auf der Grundlage des Esperanto ein. Als er im Oktober 1912 im Esperantista Centra Oficejo (Zentralbüro) in Paris von Hippolyte Sebert (1839–1930) das Amt des Vorsitzenden der Internacia Scienca Asocio Esperanta (ISAE) übernahm (vorher war er Mitglied im Beirat von ISAE), bekräftigte er das und warb für die Projekte: Schaffung eines Universalkalenders und Einteilung der Stunden nach dem Dezimalsystem.
Auf einer Veranstaltung des Esperanto-Verbands Berlin, dessen Mitglied er seit 1908 war, sprach er ebenfalls zu diesen Themen.
Im Bürgersaal des Roten Rathauses in Berlin, wo er noch am 1. Juni 1912 zur Feier des 25-jährigen Jubiläums von Esperanto über die Bedeutung dieser internationalen Sprache für alle Bereiche der Kultur. gesprochen hatte, gratulierte ihm bei der Festveranstaltung zu seinem 80. Geburtstag im Dezember 1912 neben anderen auch Adolf Schmidt, ein Weggefährte im Engagement für Esperanto, Pazifismus und Wissenschaft, im Namen von ISAE und des Esperanto-Verbands Berlin. Er würdigte Foerster als „edlen, tapferen und nimmermüden Pionier aller ethischen und wissenschaftlich-humanistischen Zielstellungen“.

## Nachlass
Das Archiv der Berlin-Brandenburgischen Akademie der Wissenschaften in Berlin verwahrt aus dem Nachlass Foersters 1,9 lfm Akten unter der Bestandsbezeichnung NL W. Foerster. Enthalten sind Manuskripte zur Astronomie, Chronometrie, Normalzeit, Neufestlegung des Osterfestes, zu Gradmessungen; Arbeitsmaterialien, Berechnungen, Korrespondenz, Zeitungsausschnitte.
Briefe Försters sind auch in den Nachlässen anderer Wissenschaftler im Archiv zu finden, z. B. in den Nachlässen von Wilhelm Ostwald und Adolf Schmidt.
Dieser Nachlass Wilhelm Foerster wurde zusammengestellt, nachdem 1964 der Archivbestand der Sternwarte Babelsberg ins Akademie-Archiv übernommen wurde. Er enthielt auch Akten der Vorgängereinrichtung, der Berliner Sternwarte und darunter Foerster unmittelbar zuzuordnende Materialien.
Die Staatsbibliothek zu Berlin (in Haus 2 an der Potsdamer Straße) verfügt über Nachlassteile Foersters in der Autographensammlung von Ludwig Darmstaedter (1846–1927).
Die Treptow-Sternwarte (heute Archenhold-Sternwarte Berlin-Treptow) hatte in ihrer Handschriftensammlung Foerster-Korrespondenzen, deren Schicksal nach 1936 ungewiss ist.
Der größte Teil davon gelangte in die Staatsbibliothek zu Berlin (Sammlung Darmstädter), ein Teil 1941 über den Kunsthistoriker und Schriftsteller Karl von Hohenlocher (1891 –?). Dieser Teil (1200 Briefe von 25 Korrespondenten Foersters, dokumentiert 1971, befindet sich in der Staatsbibliothek (Haus 1).
Einen weiteren Teil dieser Archenhold-Sammlung besaß die Handschriftenabteilung der Universitätsbibliothek Bonn, wovon aber das meiste als Kriegsverlust zu beklagen ist. Einen weiteren Teil der Archenholdschen Sammlung besitzt die Forschungsbibliothek in Gotha in einem Konvolut von Astronomenhandschriften.
Briefe aus der Sammlung besitzen auch die Stadt- und Landesbibliothek Dortmund, die Schleswig-Holsteinische Landesbibliothek in Kiel, die Universitätsbibliothek Göttingen, die Bayerische Staatsbibliothek München, die Universitäts- und Landesbibliothek in Münster und das Landesarchiv Berlin.
Die Staatsbibliothek zu Berlin erhielt 1994 von Eva Foerster, der Witwe Karl Försters, Teile des Nachlasses, der in Bornim bei der Familie geblieben war, andere Teile hatte sie schon an Archive und Gesellschaften übergeben.
Teile des Foersterschen Nachlasses aus Bornim besaß Diedrich Wattenberg, der ehemalige Direktor der Archenhold-Sternwarte Berlin-Treptow. Er hat sie dokumentiert zum Teil publiziert.

## Werke
- Johann Keppler und die Harmonie der Sphären. Vortrag gehalten im wissenschaftlichen Verein zu Berlin am 8. Februar 1862, Ferdinand Dümler’s Verlagsbuchhandlung, Harrwitz und Gossmann, Berlin, 1862[41]
- Ueber Zeitmaaße und ihre Verwaltung durch die Astronomie. Vortrag, gehalten um wissenschaftlichen Vereine zu Berlin am 13. Februar 1864. In: Sammlung gemeinverständlicher wissenschaftlicher Vorträge, Heft 5, Lüderitz’sche Verlagsbuchhandlung, Berlin, 1866[42]
- Mit Carl Bruhns: Bestimmung der Längen-Differenz zwischen den Sternwarten zu Berlin und Leipzig. Auf telegraphischem Wege ausgeführt im April 1864. Leipzig, Ernst Julius Günther, 1865[43]
- Johann Kepler. Eine Festrede auf Anlaß der dreihundertjährigen Feier von Kepler’s Geburtstage am 16. Januar 1872 in der Aula der Universität zu Berlin. Lüderitz’sche Verlagsbuchhandlung, Berlin, 1872[44]
- Die unveränderlichen Tafeln des astronomischen und chronologischen Theils des königlich-preussischen Normalkalenders. Berlin, 1873[45]
- Sammlung wissenschaftlicher Vorträge. Erste bis Dritte Folge. D. Dümmler u. G. Reimer (2. Folge), 1876–1890., Berlin, 1876.
- Sammlung populärer astronomisher Mittheilungen. Zweite Folge. Ferd. Dümmlers Verlagsbuchhandlung, Berlin 1884.
- Über die Ziele der Popularisierung der Naturwissenschaften im Hinblick auf die Zeitschrift „Himmel und Erde“. In: Himmel und Erde 1, 1889.
- Über die Stellung der Astronomie in der Wissenschaft etc. Rede bei Übernahme des Rectorats gehalten in der Aula der Königlichen Friedrich-Wilhelms-Universität zu Berlin am 15. October 1891. Berlin, Buchdruckerei der Königl. Akademie der Wissenschaften, 1891.
- Kalender und Uhren am Ende des Jahrhunderts. Verlag Georg Westermann, Braunschweig, 1899.
- Himmelskunde und Weissagung, John Edelheim Verlag, Berlin, 1901.
- Lebensfragen und Lebensbilder. Socialethische Betrachtungen. VITA Deutsches Verlagshaus, Berlin 1902.
- Von der Erdatmosphäre zum Himmelsraum. Berlin Hermann Hillger Verlag, 1906.
- Lebenserinnerungen und Lebenshoffnungen (1832–1910). Druck und Verlag von Georg Reimer, Berlin 1911.
- Die Entwicklungsstufen der Gemeinsamkeit der Hilfssprache. In: Germana Esperantisto, 1910, Nr. 3, S. 49–50.
- Ansprache zum 25-jährigen Jubiläum der Gesellschaft URANIA in Berlin. In: Himmel und Erde (25) 1913, S. 386.
- Kalenderwesen und Kalenderreform. Braunschweig, Sammlung Vieweg. Heft 13, 1914.

## Ehrungen
- Lalande-Preis 1860 mit Otto Lesser für die Entdeckung des Kleinplaneten Erato.
- Foerster war berechtigt, Personen für den Nobelpreis zu nominieren. 1912 und 1914 schlug er René Benoît (1844–1922) und Charles Édouard Guillaume für den Nobelpreis für Physik vor.[46][47]
- Die Wilhelm-Foerster-Sternwarte auf dem Insulaner in Berlin-Schöneberg wurde im Gedenken an Wilhelm Foerster benannt. Sie wurde 1963 eröffnet. Schon 1947 war das Wilhelm-Foerster-Institut in der Sternwarte Berlin-Süd, General-Pape-Straße 2 gegründet worden und 1953 der Verein Wilhelm-Foerster-Sternwarte e. V.
- Der Asteroid (6771) Foerster wurde nach ihm benannt.
- Am Haus Ahornallee 32, in Berlin-Westend, in dem Foerster von 1904 bis 1911 wohnte, wurde am 4. Juni 2009 eine Berliner Gedenktafel enthüllt.
- Der Wilhelm-Foerster-Preis der URANIA Potsdam wird seit 1993 jährlich an Wissenschaftler, Wissenschaftlerinnen und Kulturschaffende verliehen, die in Brandenburg zur Popularisierung von neuen Erkenntnissen und zur geistigen Bildung beigetragen haben.[48]